# Puya sagasteguii
Puya sagasteguii är en gräsväxtart som beskrevs av Lyman Bradford Smith. Puya sagasteguii ingår i släktet Puya och familjen Bromeliaceae. Inga underarter finns listade i Catalogue of Life.